# Ōmachi Nishi Kōen (metropolitana di Sendai)
Ōmachi Nishi Kōen (大町西公園駅?, Ōmachi Nishi Kōen-eki) è una stazione della linea Tōzai della metropolitana di Sendai situata nel quartiere di Aoba-ku a Sendai, in Giappone.

## Storia
La stazione è stata inaugurata il 6 dicembre 2015 in concomitanza con l'apertura dell'intera linea. I lavori iniziarono nel 2006.

## Linee
■ Linea Tōzai

## Struttura
La stazione è dotata di due ingressi a livello strada, mentre in sotterranea sono presenti i binari, protetti da porte di banchina a metà altezza, con un marciapiede a isola.
| 1 | ■ Linea Tōzai | per Sendai e Arai                          |
| 2 | ■ Linea Tōzai | per Kokusai Center e Yagiyama-Dōbutsu-Kōen |

## Stazioni adiacenti
| «                    | Servizio    | »              |
| Linea Tōzai          | Linea Tōzai | Linea Tōzai    |
| -------------------- | ----------- | -------------- |
| Aoba-dōri Ichibanchō | -           | Kokusai Center |